# پریستان

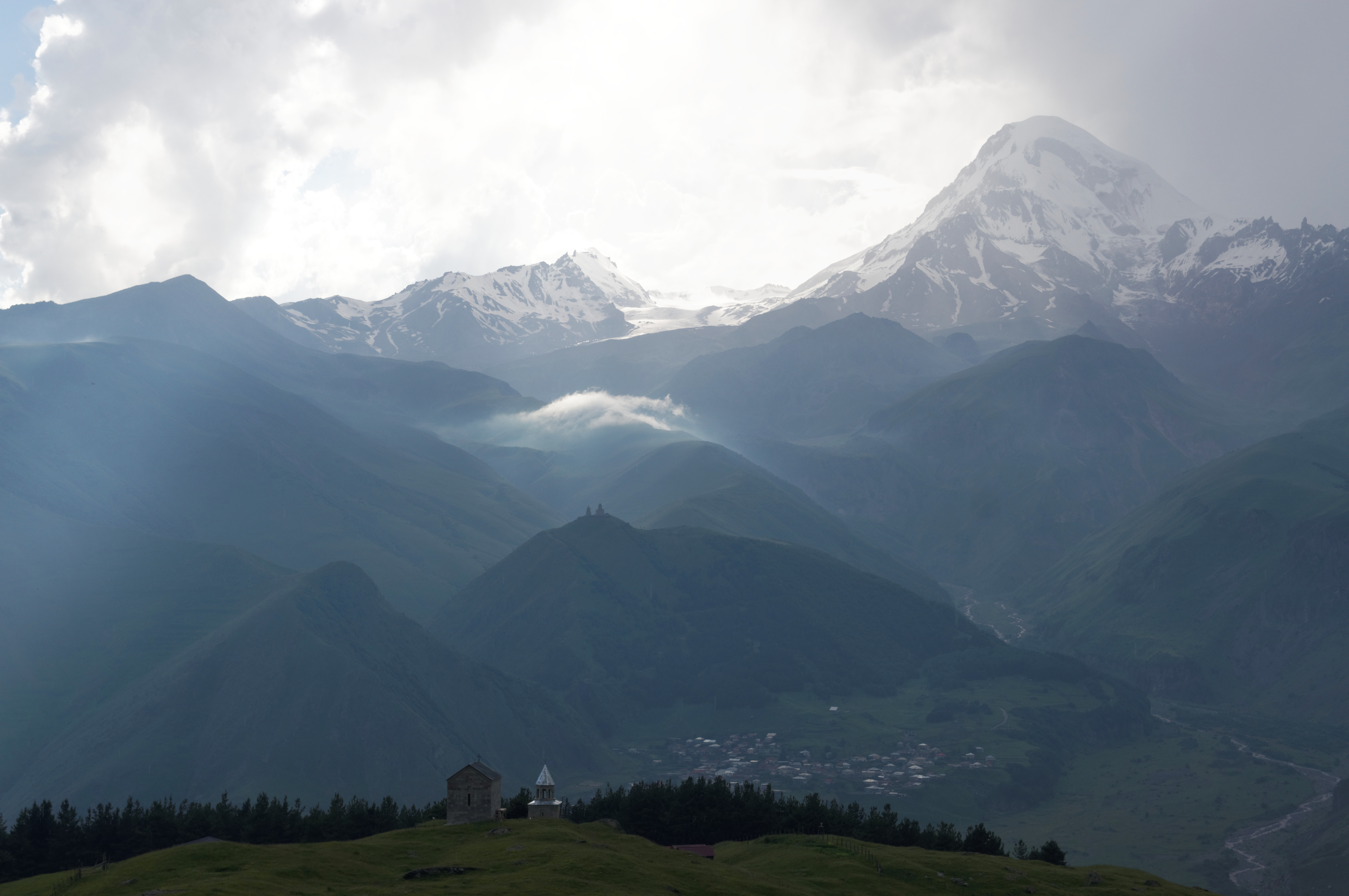
تصویر

پریستان نام سرزمین پریان در داستان‌های عامیانه ایران، خاورمیانه، جنوب غرب آسیا و آسیای میانه‌است.
در بیشتر داستان‌های کودکان، علاوه بر پریستان، از کوه قاف نیز در اسطوره‌های متاخر خاورمیانه به عنوان سرزمینی که پریان در آن زندگی می‌کنند، یاد می‌شود. کوه قاف احتمالاً اشاره‌ای به رشته کوه‌های قفقاز می‌باشد.
پری‌ها بیشتر به صورت دختران زیبا با موهای طلایی و چشمان روشن تصور شده‌اند.
این تصور شاید اشاره‌ای به تاریخ گذشته‌های دور و مردمان هند و اروپایی نخستین اسب‌سوار به‌ویژه زنان جنگجوی ایشان مانند مردمان ایرانی استپ همچون سرمتی، سکایان و ماساگت ها، داهیان و آلان‌ها باشد که دیر زمانی از خاور اروپا، به‌ویژه استپ‌های آن سوی قفقاز تا به‌سوی آسیای میانه و مغولستان خاوری گسترده بوده و می‌زیستند. برای نمونه دیدگاه همسایگان اروپایی ایشان مانند یونانیان در اسطوره‌های یونانی به شکل اسطوره زنان آمازون منعکس شده است.